# تييري لاكروا
تييري لاكروا (بالفرنسية: Thierry Lacroix) هو لاعب اتحاد الرغبي فرنسي، ولد في 2 مارس 1967 في Nogaro ‏ في فرنسا.

## وصلات خارجية
- تييري لاكروا على موقع دوري الرغبي الممتاز (الإنجليزية)
- تييري لاكروا عل موقع إسبنسكروم (الإنجليزية)
- تييري لاكروا على موقع ItsRugby.co.uk (الإنجليزية)